# Kembalu, Channarayapatna
Kembalu là một làng thuộc tehsil Channarayapatna, huyện Hassan, bang Karnataka, Ấn Độ.